# Okenia felis
Okenia felis is een zeenaaktslak uit het geslacht Okenia. De soort werd voor het eerst beschreven in 2010. Hij komt voor in Californië. De soort is vernoemd naar Felis, Latijn voor "kat" omdat hij snorhaarachtige uitsteeksels heeft. Het is eveneens een verwijzing naar de ontdekkers van de soort, die staan bekend als "Team Kitty".

## Beschrijving
O. felis is 7 à 8 mm lang en voornamelijk wit. De rinoforen zijn langwerpig en hebben achteraan tot op 2/3 hoogte 21 tot 23 lamellen. De soort lijkt het meest op de verwant Okenia japonica.

## Voorkomen
De soort is tot nu toe alleen aangetroffen in Carmel-by-the-Sea in Californië op een diepte van 37 tot 45 meter.